# Hrabstwo Archer
Hrabstwo Archer (ang. Archer County) – rolnicze hrabstwo w USA, w stanie Teksas. Według danych z 2023 liczy 9029 mieszkańców (w tym 86,4% to biali niebędący Latynosami). Należy do obszaru metropolitalnego Wichita Falls. Siedzibą hrabstwa i największą miejscowością jest Archer City. 
Hrabstwo Archer zostało utworzone w 1858 z hrabstwa Fannin i swoją nazwę wzięło od Brancha Tannera Archera, komisarza (ang. commissioner) na Republikę Teksasu.

## Geografia
Według danych amerykańskiego Biura Spisów Ludności (U.S. Census Bureau), hrabstwo zajmuje powierzchnię 2396 km², z czego 2339 km² stanowią lądy, a 57 km² (2,4%) stanowią wody. W hrabstwie znajduje się kilka niedużych jezior. 

### Sąsiednie hrabstwa
- Hrabstwo Wichita (północ)
- Hrabstwo Clay (wschód)
- Hrabstwo Jack (południowy wschód)
- Hrabstwo Young (południe)
- Hrabstwo Baylor (zachód)
- Hrabstwo Wilbarger (północny zachód)

### Miasta
- Archer City
- Holliday
- Lakeside City
- Megargel
- Scotland
- Windthorst

## Gospodarka
- akwakultura (5. miejsce w stanie)[3]
- przemysł mleczny (14. miejsce)[3]
- hodowla bydła (74,4 tys. w 2022) i owiec[3]
- wydobycie ropy naftowej[4]
- uprawa pszenicy, bawełny, lucerny, sorgo i kukurydzy[3]
- 27% zatrudnionych w usługach zdrowotnych lub edukacyjnych[5].

Średni dochód gospodarstwa domowego (dane z 2023) w hrabstwie wynosi 71 958 dolarów, zaś dochód na mieszkańca 39 715 dolarów. 9,7% mieszkańców żyje poniżej relatywnej granicy ubóstwa.

## Demografia
Mieszkańcy deklarują głównie pochodzenie niemieckie (17,4%), angielskie (10,4%), meksykańskie (7,6%), irlandzkie (7,3%), „amerykańskie” (6,6%), mieszane (5,6%) i szkockie lub szkocko–irlandzkie (3,9%).